# It Blows My Mind
"It Blows My Mind" é uma canção do rapper estadunidense Snoop Dogg, que tem a participação do cantor e produtor musical Pharrell Williams. A canção foi lançada em 2003 como single para a coletânea Clones, do dupla de produtores The Neptunes, que produziram a faixa.

## Faixas
| Formatos |                                                              |         |  |
| N.º      | Título                                                       | Duração |  |
| 1.       | "It Blows My Mind (feat. Doc Sun)" (com Pharrell Williams)   | 4:25    |  |
| 2.       | "It Blows My Mind" (Versão original) (com Pharrell Williams) | 5:04    |  |
| 3.       | "Vote For Snoop" (Bigg Snoop Dogg & Marvin Gaye)             | 2:44    |  |

## Desempenho nas paradas
| Paradas (2003)                                 | Melhor posição |
| ---------------------------------------------- | -------------- |
| Estados Unidos (Billboard R&B/Hip-Hop Songs)   | 68             |
| Estados Unidos (Billboard R&B/Hip-Hop Airplay) | 65             |